# Lac Moro (Val Brembana)
Le lac Moro est un lac alpin italien situé dans la haute vallée de Brembana, dans la commune de Foppolo, dans la province de Bergame. 

## Accès
Il est accessible depuis Foppolo Alta à partir des remontées mécaniques. Les installations de ski sont opérationnelles en août. Une fois à la cabane, au somet du télésiège, il faut continuer sur le sentier qui va en direction du nord-est, vers lac Moro - Corno Stella. Il est aussi d'y accéder depuis la valtelline en remontant la valcervia jusqu'au col homonyme de Valcervia, situé au nord du lac. 
Le sentier qui mène à la Corno Stella se trouve à l'est du lac, tandis qu'au nord-ouest, un autre sentier mène au passo di Valcervia, au lac Alto delle Foppe et au Monte Toro. 

## Caractéristiques
Le lac est généralement fréquenté par les randonneurs et les pêcheurs en été, tandis qu'en hiver, l'eau qu'il contient sert à alimenter les systèmes de neige artificielle pendant les périodes de neige. Le lac Moro est également une destination pour les groupes de plongeurs qui s'y rendent pour faire de la plongée sous-marine. 
La zone environnante abrite également d'autres étangs naturels, tels que le lac des Trote et le lac supérieur des Foppe. 